# Bảo tàng Thành phố Bratislava
Bảo tàng Thành phố Bratislava (tiếng Slovakia: Múzeum mesta Bratislavy) là một bảo tàng có trụ sở chính đặt tại tòa thị chính cũ, nằm gần Quảng trường Chính, bên trong khu Phố cổ của thủ đô Bratislava, Slovakia. Đây là bảo tàng lâu đời nhất còn hoạt động liên tục ở Slovakia.

## Lịch sử
Bảo tàng được thành lập vào năm 1868, theo khởi xướng của Hiệp hội sinh vật cảnh Bratislava và Heinrich Justi. Năm 1923, tòa thị chính chuyển giao quyền quản lý bảo tàng cho Viện Khoa học của Thành phố Bratislava. Ba mươi năm sau, Bảo tàng Thành phố Bratislava trở thành một tổ chức hoạt động độc lập.

## Hoạt động
Hoạt động của bảo tàng tập trung vào việc thu thập, lưu trữ và giới thiệu lịch sử của Bratislava. Các bộ sưu tập của bảo tàng bao gồm các phát hiện khảo cổ học, các di tích về nghề thủ công mỹ nghệ và công nghiệp, nghề trồng nho, đời sống văn hóa - xã hội, dân tộc học, lịch sử dược và hóa tệ học. Bảo tàng đã cho ra mắt 9 cuộc triển lãm thường trực, phần lớn trong số đó được trưng bày ở trụ sở chính. Nhiều cuộc triển lãm cá nhân cũng được tổ chức ở bảo tàng, những cuộc triển lãm này chủ yếu diễn ra trong các tòa nhà lịch sử được xếp hạng và có giá trị về mặt kiến trúc.